# Rattus

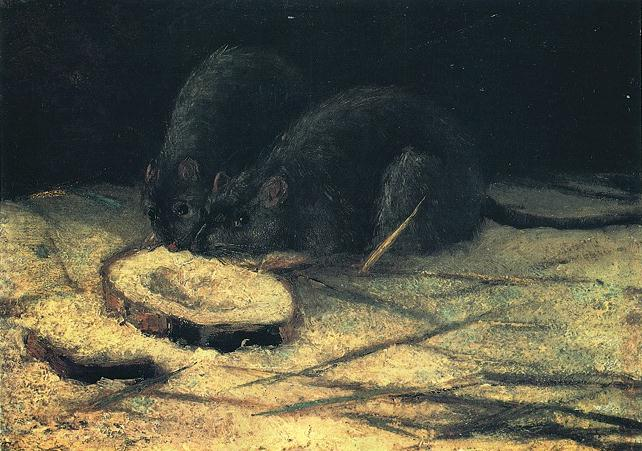
Vincent van Gogh (1884)

O gênero Rattus inclui o rato-preto (Rattus rattus), também conhecido como a ratazana-negra (Brasil) ou ratazana-preta (Portugal) e a ratazana  (Rattus norvegicus) também conhecida como ratazana-castanha, ratazana-comum ou ratazana dos esgotos (Portugal) , mamíferos roedores, provavelmente originários da Ásia (Índia ou Pérsia). Peter Simon Pallas, naturalista alemão do século XVIII, foi o primeiro a incluí-los na relação da fauna europeia. As espécies mais conhecidas são a ratazana (Rattus norvegicus) e o rato-preto (Rattus rattus). Em finais do século XVIII, atravessaram o Rio Volga e, finalmente, chegaram ao ocidente. Em 1728, alcançaram a Inglaterra, em 1750 a Prússia oriental, em 1753 chegaram a Paris e, em 1809, invadiram a Suíça.
Lineu, o grande naturalista sueco que criou o sistema moderno de nomenclatura zoológica, não as incluiu na edição de 1758 de sua obra, por não terem chegado à Escandinávia até então. Em 1755, as ratazanas chegaram à América do Norte.
Este roedor é encontrado atualmente em todo o mundo, mesmo nas ilhas oceânicas desérticas e desoladas. As espécies mais conhecidas são a ratazana (Rattus norvegicus) e o rato-preto (Rattus rattus). São originários da Ásia e conhecidos como os ratos do velho mundo. É comum serem usados como animais de estimação, como alimento para outros animais ou mesmo na alimentação humana.
Muito ágeis, as ratazanas podem subir por paredes lisas, sendo ajudadas nestas escaladas pelo atrito das escamas da cauda. Além de nadarem bem, mergulham e saltam com facilidade. Têm os sentidos bem desenvolvidos, particularmente a audição, o olfato e o paladar. Muitos dos quais se encontram abrigados em árvores, e podem se diferenciar de outros por preferirem alimentação a base de frutas.
As ratazanas selvagens podem ser portadoras de diversas doenças.

## Classificação
O gênero Rattus possui 66 espécies segundo Musser e Carleton (2005), distribuídas em 6 grupos: norvergicus, rattus, os nativos da Austrália, os nativos da Nova Guiné, xanthurus e o incertae sedis.
- Gênero Rattus Fischer de Waldheim, 1803
  - Rattus adustus Sody, 1940
  - Rattus andamanensis Blyth, 1860
  - Rattus annandalei (Bonhote, 1903)
  - Rattus arfakiensis Rümmler, 1935
  - Rattus argentiventer (Robinson & Kloss, 1916)
  - Rattus arrogans Thomas, 1922
  - Rattus baluensis (Thomas, 1894)
  - Rattus blangorum Miller, 1942
  - Rattus bontanus Thomas, 1921
  - Rattus burrus (Miller, 1902)
  - Rattus colletti (Thomas, 1904)
  - Rattus elaphinus Sody, 1941
  - Rattus enganus (Miller, 1906)
  - Rattus everetti (Günther, 1879)
  - Rattus exulans (Peale, 1848)
  - Rattus feliceus Thomas, 1920
  - Rattus fuscipes (Waterhouse, 1839)
  - Rattus giluwensis Hill, 1960
  - Rattus hainaldi Kitchener, How & Maharadatunkamsi, 1991
  - Rattus hoffmanni (Matschie, 1901)
  - Rattus hoogerwerfi Chasen, 1939
  - Rattus jobiensis Rümmler, 1935
  - Rattus koopmani Musser & Holden, 1991
  - Rattus korinchi (Robinson & Kloss, 1916)
  - Rattus leucopus (Gray, 1867)
  - Rattus losea (Swinhoe, 1871)
  - Rattus lugens (Miller, 1903)
  - Rattus lutreolus (J. E. Gray, 1841)
  - †Rattus macleari (Thomas, 1887)
  - Rattus marmosurus Thomas, 1921
  - Rattus mindorensis (Thomas, 1898)
  - Rattus mollicomulus Tate & Archbold, 1935
  - Rattus montanus Phillips, 1932
  - Rattus mordax (Thomas, 1904)
  - Rattus morotaiensis Kellogg, 1945
  - †Rattus nativitatis (Thomas, 1889)
  - Rattus niobe (Thomas, 1906)
  - Rattus nitidus (Hodgson, 1845)
  - Rattus norvegicus (Berkenhout, 1769)
  - Rattus novaeguineae Taylor & Calaby, 1982
  - Rattus omichlodes Misonne, 1979
  - Rattus osgoodi Musser & Newcomb, 1985
  - Rattus palmarum (Zelebor, 1869)
  - Rattus pelurus Sody, 1941
  - Rattus pococki Ellerman, 1941
  - Rattus praetor (Thomas, 1888)
  - Rattus pyctoris Hodgson, 1845
  - Rattus ranjiniae Agrawal & Ghosal, 1969
  - Rattus rattus (Linnaeus, 1758)
  - Rattus richardsoni (Tate, 1949)
  - Rattus salocco Tate & Archbold, 1935
  - †Rattus sanila Flannery & White, 1991
  - Rattus satarae Hinton, 1918
  - Rattus simalurensis (Miller, 1903)
  - Rattus sordidus (Gould, 1858)
  - Rattus steini Rümmler, 1935
  - Rattus stoicus (Miller, 1902)
  - Rattus tanezumi Temminck, 1844
  - Rattus tawitawiensis Musser & Heaney, 1985
  - Rattus timorensis Kitchener, Aplin & Boeadi, 1991
  - Rattus tiomanicus (Miller, 1900)
  - Rattus tunneyi (Thomas, 1904)
  - Rattus vandeuseni (Taylor & Calaby, 1982)
  - Rattus verecundus (Thomas, 1904)
  - Rattus villosissimus (Waite, 1898)
  - Rattus xanthurus (Gray, 1867)